# Seznam týmů a jezdců na Tour de France 2019
Na startovní listině Tour de France 2006  bylo celkem 176 cyklistů z 22 cyklistických stájí. 106. ročníku Tour de France se účastníl jeden český cyklista – Roman Kreuziger (16. místo), startující za jihoafrickou stáj  Team Dimension Data.  
| Číslo | Jezdec                  |
| ----- | ----------------------- |
| 71    | Jakob Fuglsang (DEN)    |
| 72    | Pello Bilbao (ESP)      |
| 73    | Omar Fraile (ESP)       |
| 74    | Hugo Houle (CAN)        |
| 75    | Gorka Izagirre (ESP)    |
| 76    | Alexej Lucenko (KAZ)    |
| 77    | Magnus Cort (DEN)       |
| 78    | Luis León Sánchez (ESP) |

| Číslo | Jezdec                    |
| ----- | ------------------------- |
| 151   | Christophe Laporte (FRA)  |
| 152   | Natnael Berhane (ERI)     |
| 153   | Nicolas Edet (FRA)        |
| 154   | Jesús Herrada (ESP)       |
| 155   | Anthony Perez (FRA)       |
| 156   | Pierre-Luc Périchon (FRA) |
| 157   | Stéphane Rossetto (FRA)   |
| 158   | Julien Simon (FRA)        |

| Číslo | Jezdec               |
| ----- | -------------------- |
| 131   | Richie Porte (AUS)   |
| 132   | Julien Bernard (FRA) |
| 133   | Giulio Ciccone (ITA) |
| 134   | Koen de Kort (NLD)   |
| 135   | Fabio Felline (ITA)  |
| 136   | Bauke Mollema (NLD)  |
| 137   | Toms Skujiņš (DEN)   |
| 138   | Jasper Stuyven (BEL) |

| Číslo | Jezdec                            |
| ----- | --------------------------------- |
| 201   | Edvald Boasson Hagen (NOR)        |
| 202   | Lars Ytting Bak (DEN)             |
| 203   | Steve Cummings (GBR)              |
| 204   | Reinardt Janse van Rensburg (JAR) |
| 205   | Ben King (USA)                    |
| 206   | Roman Kreuziger (CZE)             |
| 207   | Giacomo Nizzolo (ITA)             |
| 208   | Michael Valgren (DEN)             |

| Číslo | Jezdec                        |
| ----- | ----------------------------- |
| 101   | Adam Yates (GBR)              |
| 102   | Luke Durbridge (AUS)          |
| 103   | Jack Haig (AUS)               |
| 104   | Michael Hepburn (AUS)         |
| 105   | Daryl Impey (JAR)             |
| 106   | Christopher Juul-Jensen (DEN) |
| 107   | Matteo Trentin (ITA)          |
| 108   | Simon Yates (GBR)             |

| Číslo | Jezdec                    |
| ----- | ------------------------- |
| 41    | Vincenzo Nibali (ITA)     |
| 42    | Damiano Caruso (ITA)      |
| 43    | Sonny Colbrelli (ITA)     |
| 44    | Rohan Dennis (AUS)        |
| 45    | Iván García Cortina (ESP) |
| 46    | Matej Mohorič (SLO)       |
| 47    | Dylan Teuns (BEL)         |
| 48    | Jan Tratnik (SLO)         |

| Číslo | Jezdec                     |
| ----- | -------------------------- |
| 121   | Dan Martin (IRL)           |
| 122   | Fabio Aru (ITA)            |
| 123   | Sven Erik Bystrøm (NOR)    |
| 124   | Rui Costa (POR)            |
| 125   | Sergio Henao (COL)         |
| 126   | Alexander Kristoff (NOR)   |
| 127   | Vegard Stake Laengen (NOR) |
| 128   | Jasper Philipsen (BEL)     |

| Číslo | Jezdec                  |
| ----- | ----------------------- |
| 31    | Romain Bardet (FRA)     |
| 32    | Mickaël Cherel (FRA)    |
| 33    | Benoît Cosnefroy (FRA)  |
| 34    | Mathias Frank (SUI)     |
| 35    | Tony Gallopin (FRA)     |
| 36    | Alexis Gougeard (FRA)   |
| 37    | Oliver Naesen (BEL)     |
| 38    | Alexis Vuillermoz (FRA) |

| Číslo | Jezdec                      |
| ----- | --------------------------- |
| 81    | Steven Kruijswijk (NLD)     |
| 82    | George Bennett (AUS)        |
| 83    | Laurens De Plus (GER)       |
| 84    | Dylan Groenewegen (NLD)     |
| 85    | Amund Grøndahl Jansen (NOR) |
| 86    | Tony Martin (GER)           |
| 87    | Mike Teunissen (NLD)        |
| 88    | Wout van Aert (BEL)         |

| Číslo | Jezdec                   |
| ----- | ------------------------ |
| 61    | Nairo Quintana (COL)     |
| 62    | Alejandro Valverde (ESP) |
| 63    | Andrey Amador (CRC)      |
| 64    | Imanol Erviti (ESP)      |
| 65    | Mikel Landa (ESP)        |
| 66    | Nelson Oliveira (POR)    |
| 67    | Marc Soler (ESP)         |
| 68    | Carlos Verona (ESP)      |

| Číslo | Jezdec                      |
| ----- | --------------------------- |
| 11    | Peter Sagan (SVK)           |
| 12    | Emanuel Buchmann (GER)      |
| 13    | Marcus Burghardt (GER)      |
| 14    | Patrick Konrad (AUT)        |
| 15    | Gregor Mühlberger (AUT)     |
| 16    | Daniel Oss (ITA)            |
| 17    | Lukas Pöstlberger (AUT)     |
| 18    | Maximilian Schachmann (GER) |

| Číslo | Jezdec                     |
| ----- | -------------------------- |
| 1     | Geraint Thomas (GBR)       |
| 2     | Egan Bernal (COL)          |
| 3     | Jonathan Castroviejo (ESP) |
| 4     | Michał Kwiatkowski (POL)   |
| 5     | Gianni Moscon (ITA)        |
| 6     | Wout Poels (FRA)           |
| 7     | Luke Rowe (GBR)            |
| 8     | Dylan van Baarle (FRA)     |

| Číslo | Jezdec                |
| ----- | --------------------- |
| 161   | Caleb Ewan (AUS)      |
| 162   | Tiesj Benoot (BEL)    |
| 163   | Jasper de Buyst (BEL) |
| 164   | Thomas De Gendt (BEL) |
| 165   | Jens Keukeleire (BEL) |
| 166   | Roger Kluge (GER)     |
| 167   | Maxime Monfort (BEL)  |
| 168   | Tim Wellens (BEL)     |

| Číslo | Jezdec                    |
| ----- | ------------------------- |
| 21    | Julian Alaphilippe (FRA)  |
| 22    | Kasper Asgreen (DEN)      |
| 23    | Dries Devenyns (BEL)      |
| 24    | Yves Lampaert (BEL)       |
| 25    | Enric Mas (ESP)           |
| 26    | Michael Mørkøv (DEN)      |
| 27    | Maximiliano Richeze (ARG) |
| 28    | Elia Viviani (ITA)        |

| Číslo | Jezdec                    |
| ----- | ------------------------- |
| 91    | Rigoberto Urán (COL)      |
| 92    | Alberto Bettiol (ITA)     |
| 93    | Simon Clarke (AUS)        |
| 94    | Tanel Kangert (EST)       |
| 95    | Sebastian Langeveld (NLD) |
| 96    | Tom Scully (NZL)          |
| 97    | Tejay van Garderenl (USA) |
| 98    | Michael Woods (CAN)       |

| Číslo | Jezdec                      |
| ----- | --------------------------- |
| 51    | Thibaut Pinot (FRA)         |
| 52    | William Bonnet (FRA)        |
| 53    | David Gaudu (FRA)           |
| 54    | Stefan Küng (SUI)           |
| 55    | Matthieu Ladagnous (FRA)    |
| 56    | Rudy Molard (FRA)           |
| 57    | Sébastien Reichenbach (SUI) |
| 58    | Anthony Roux (FRA)          |

| Číslo | Jezdec                     |
| ----- | -------------------------- |
| 111   | Greg Van Avermaet (BEL)    |
| 112   | Patrick Bevin (AUS)        |
| 113   | Alessandro De Marchi (ITA) |
| 114   | Simon Geschke (GER)        |
| 115   | Serge Pauwels (BEL)        |
| 116   | Joey Rosskopf (USA)        |
| 117   | Michael Schär (SUI)        |
| 118   | Łukasz Wiśniowski (POL)    |

| Číslo | Jezdec                     |
| ----- | -------------------------- |
| 141   | Michael Matthews (AUS)     |
| 142   | Nikias Arndt (GER)         |
| 143   | Cees Bol (NLD)             |
| 144   | Chad Haga (USA)            |
| 145   | Lennard Kämna (GER)        |
| 146   | Wilco Kelderman (FRA)      |
| 147   | Søren Kragh Andersen (DEN) |
| 148   | Nicolas Roche (IRL)        |

|       |                          |
| Číslo | Jezdec                   |
| 181   | Ilnur Zakarin (RUS)      |
| 182   | Jens Debusschere (BEL)   |
| 183   | Alex Dowsett (GBR)       |
| 184   | José Gonçalves (POR)     |
| 185   | Marco Haller (AUT)       |
| 186   | Nils Politt (GER)        |
| 187   | Mads Würtz Schmidt (RUS) |
| 188   | Rick Zabel (BEL)         |

| Číslo | Jezdec                  |
| ----- | ----------------------- |
| 171   | Lilian Calmejane (FRA)  |
| 172   | Niccolò Bonifazio (ITA) |
| 173   | Fabien Grellier (FRA)   |
| 174   | Paul Ourselin (FRA)     |
| 175   | Romain Sicard (FRA)     |
| 176   | Rein Taaramäe (EST)     |
| 177   | Niki Terpstra (NLD)     |
| 178   | Anthony Turgis (FRA)    |

| Číslo | Jezdec                  |
| ----- | ----------------------- |
| 211   | Warren Barguil (FRA)    |
| 212   | Maxime Bouet (FRA)      |
| 213   | Anthony Delaplace (FRA) |
| 214   | Élie Gesbert (FRA)      |
| 215   | André Greipel (GER)     |
| 216   | Kévin Ledanoist (FRA)   |
| 217   | Amaël Moinardt (FRA)    |
| 218   | Florian Vachon (FRA)    |

| Číslo | Jezdec                     |
| ----- | -------------------------- |
| 191   | Guillaume Martin (FRA)     |
| 192   | Frederik Backaert (BEL)    |
| 193   | Aimé De Gendt (BEL)        |
| 194   | Odd Christian Eiking (NOR) |
| 195   | Xandro Meurisse (BEL)      |
| 196   | Yoann Offredo (FRA)        |
| 197   | Andrea Pasqualon (ITA)     |
| 198   | Kevin van Melsen (BEL)     |